# Chojno Nowe Pierwsze
Chojno Nowe Pierwsze – wieś w Polsce, położona w województwie lubelskim, w powiecie chełmskim, w gminie Siedliszcze.
| SIMC    | Nazwa     | Rodzaj     |
| ------- | --------- | ---------- |
| 0107815 | Romanówka | kolonia    |
| 0107933 | Zagóra    | przysiółek |

W latach 1954–1960 wieś należała i była siedzibą władz gromady Chojno Nowe. W latach 1975–1998 wieś administracyjnie należała do województwa chełmskiego.
Wieś jest sołectwem w gminie Siedliszcze.